# Ближнє коло
«Ближнє коло» — художній фільм режисера Андрія Кончаловського.

## Сюжет
Фільм розповідає історію однієї людини — Івана Саньшіна, який був кіномеханіком Сталіна. Він працював на Сталіна з 1939 року і до смерті вождя. Основні дійові особи — сам Іван, його дружина Анастасія та сусідка, єврейська дівчина Катя. Батьків Каті репресували, але до неї була прив'язана Анастасія, яка марно намагалася її вдочерити.
У долі Івана Саньшіна відбувається справжня трагедія — його дружина стає коханкою Берії і її подальша доля на певний час залишається туманною. Приблизно через рік вона повертається до Івана вагітною і вчиняє самогубство. Проте Іван, попри це, залишається відданим режиму і Сталіну особисто. Його сусід Бартнєв з гіркотою зауважує, що саме завдяки таким наївним і добрим людям тримається тоталітарний режим, заснований на культі особи.

## У ролях
- Том Галс — Іван Саньшін (озвучує Євген Миронов)
- Лоліта Давидович — Анастасія, дружина Івана Саньшіна (озвучує Олена Дробишева)
- Олександр Збруєв — Сталін
- Боб Госкінс — Берія (озвучує Андрій Кончаловський)
- Віктор Уральський — Калінін
- Михайло Кононов — Ворошилов (озвучує Рудольф Панков)
- Віктор Балабанов — Молотов
- Ілля Чанбуданов — Каганович
- Валентин Черв'яков — Маленков
- Віктор Тардян — Мікоян
- Олег Табаков — Власик
- Олександр Феклістов — Большаков
- Федір Шаляпін-молодший — професор Бартнєв (озвучує Юрій Яковлєв)
- Бесс Мейер — Катя (17 років) (озвучує Ніна Тобілевич)
- Марія Баранова — Катя (6 років)
- Марія Виноградова — Феодосія
- Євдокія Германова — вихователька в дитячому будинку
- Ірина Купченко — директорка дитячого будинку
- Володимир Кулешов — полковник Щелкасов
- Всеволод Ларіонов — генерал Румянцев
- Володимир Стеклов — Хрустальов
- Олександр Філіппенко — майор Хитров (озвучує Борис Бистров)
- Олександр Пашутін — комендант поїзда
- Сергій Арцибашев — офіцер Берії
- Олександр Сирин — Воронкин
- Любов Матюшина — Соня Губельман у дитинстві
- Олександр Гарін — Василь Морда
- Володимир Єпископосян — охоронець Берії
- Олена Борзунова — лейтенантка Попова

## Знімальна група
- Автори сценарію: Андрій Кончаловський, Анатолій Усов
- Режисер: Андрій Кончаловський
- Оператор: Енніо Гуарньєрі
- Художники-постановники: Володимир Мурзін, Джоні Джованьоні
- Композитори: Едуард Артем'єв, Дмитро Атовмян

Прототипом головного героя фільму, придворного кіномеханіка Івана Саньшіна, послужив Олександр Сергійович Ганьшин — кіномеханік, який відповідав за покази фільмів для перших осіб держави в кремлівському кінозалі з 1939 до 1980-х років. Робоча назва фільму — «Киномеханик Сталіна».